# Saunders Lewis

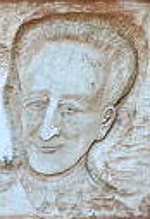
Porträt von Saunders Lewis auf einem Denkmal (siehe unten)

John Saunders Lewis (* 15. Oktober 1893 in Poulton-cum-Seacombe, Wallasey, Cheshire, England; † 1. September 1985 in Cardiff, South Glamorgan, Wales) war ein walisischer Politiker (Plaid Cymru), Dramatiker, Dichter, Literaturkritiker, Akademiker und Historiker. Er war maßgeblich an der Gründung von Plaid Cymru beteiligt und für über ein Jahrzehnt Parteivorsitzender. An verschiedenen Universitäten hatte er Lehrtätigkeiten inne. Der Literaturnobelpreiskandidat gilt als einer der wichtigsten walisischen Literaten und Politiker des 20. Jahrhunderts.

## Leben

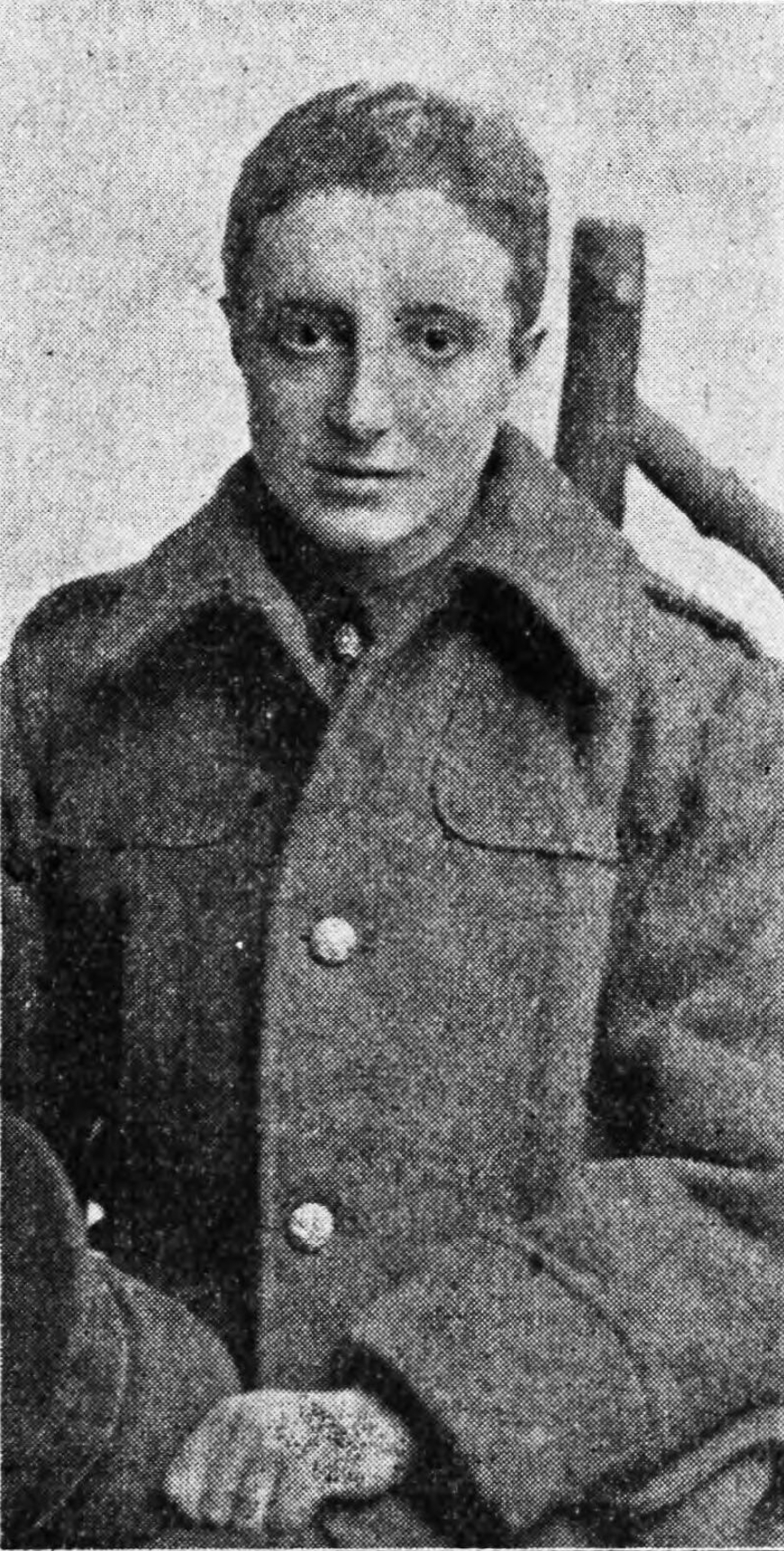
Saunders Lewis (1916)

Lewis wurde 1893 in Poulton-cum-Seacome, dem heutigen Poulton, einem Stadtteil von Wallasey in England nahe der Grenze zu Wales an der Mündung des River Mersey gegenüber von Liverpool, als zweiter von drei Söhnen des calvinistisch-methodistischen Pfarrers Lodwig Lewis (1859–1933) und dessen Frau Mary Margaret, geborene Thomas, (1862–1900) geboren. Seine Eltern waren walisischsprachig, sodass Lewis von klein auf die walisische Sprache erlernte. Er besuchte eine Schule im Stadtteil Liscard, ehe er 1911 ein Studium der englischen und der französischen Sprache an der Liverpool University begann. 1914 unterbrach er sein Studium, um freiwillig im Ersten Weltkrieg zu dienen. Ab Februar 1916 war er Leutnant und diente ab Sommer desselben Jahres in Frankreich. Anschließend nahm er unter anderem an der Schlacht an der Somme teil. Im April 1917 wurde er nahe dem nordfranzösischen Dorf Gonnelieu verletzt und zur Genesung ins Vereinigte Königreich zurückgebracht. Nachdem er noch einmal nach Frankreich zurückgekehrt war, beendete er Anfang 1919 seinen Militärdienst endgültig. Während des Krieges las er Werke von Thomas Gwynn Jones und Maurice Barrès, die ihn nachhaltig beeinflussten.
1920 machte er in Liverpool seinen Bachelor; zu seinen Professoren gehörte neben Oliver Elton auch Lascelles Abercrombie. Ein Jahr später veröffentlichte er unter dem Titel The Eve of St John sein erstes Theaterstück. Im selben Jahr wurde er als Organisator eines Förderungsprogrammes für lokale Bibliotheken in Glamorganshire angestellt. 1922 erlangte er mit einer Studie über den Einfluss englischer Dichter auf walisische Kollegen während des 18. Jahrhunderts seinen Masterabschluss. Zur gleichen Zeit bekam er einen Lehrauftrag für die walisische Sprache am University College Swansea, worauf die Veröffentlichung seines ersten walisischsprachigen Theaterstücks folgte. 1924 veröffentlichte Lewis auf Basis seiner Masterstudie sein Werk A School of Welsh Augustans, ein literaturkritisches Werk, und heiratete in Workington, Cumberland, Margaret Gilcriest (1891–1984), mit der er 1926 die Tochter Mair bekam. Zu Beginn seiner Zeit in Swansea wurde Lewis regelmäßig öffentlich wegen seiner Unterstützung der irischen Sinn Féin und seines Wunsches nach einem Pendant in Wales kritisiert. Nach und nach kam es auch zu Spannungen zwischen ihm und dem damaligen Walisisch-Professor in Swansea, Henry Lewis. 1925 gründete er die Partei Plaid Genedlaethol Cymru, die heute Plaid Cymru heißt. Ab 1926 war Lewis der Parteivorsitzende und plädierte in dieser Funktion für einen Parteikurs, der für eine Unabhängigkeit Wales’ unter der britischen Krone plädierte. Zudem war er Autor des Parteijournals und kandidierte 1931 erfolglos für das House of Commons. Zwischenzeitlich veröffentlichte Lewis verschiedene Werke, unter anderem zu historischen Themen sowie einen Roman. Kurz nach dem Tod seines Vaters konvertierte Lewis 1933 zur katholischen Kirche.

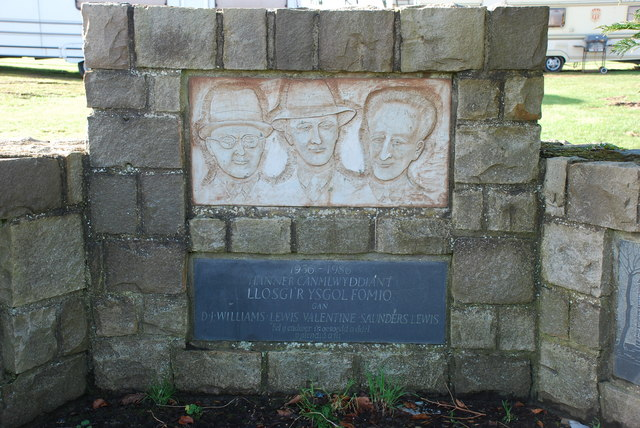
Denkmal für Lewis, Valentine und Willians zur Erinnerung an den Sabotageakt (Porträt von Lewis ganz rechts)

Zu Beginn der 1930er-Jahre verstärkte Lewis sein öffentliches Engagement, da in Südwales gerade eine wirtschaftliche Rezession und eine gewisse Armut herrschte. In Dowlais organisierte er eine regelmäßige Suppenküche. Ab 1935 engagierte sich Lewis gegen Pläne der Royal Air Force für einen Übungsplatz auf der Lleyn-Halbinsel (die spätere RAF Penrhos), da zugunsten des Übungsplatzes ein Anwesen aus dem 16. Jahrhundert abgerissen werden sollte und später auch abgerissen wurde. Zunächst versuchten er und seine Parteigenossen über Petitionen und öffentliche Kampagnen das Camp zu verhindern, was aber nicht gelang. Zusammen mit zwei Parteifreunden, dem ehemaligen Parteivorsitzenden Lewis Valentine und einem Pfarrer namens D. J. Williams, legte Lewis deshalb am 8. September 1936 einen Brand in den Wohnstätten der Arbeiter für das Projekt. Die Gruppe bekannte sich auf einer nahen Polizeistation zu der Tat und wurde der Zerstörung von Eigentum der britischen Krone vor Gericht bezichtigt. Eine Jury in Wales kam zunächst zu keinem Ergebnis, bevor die Gruppe im Old Bailey in London im Januar 1937 zu je neun Monaten Haft verurteilt wurde. Schon vorher hatte die Universität Swansea die Zusammenarbeit mit Lewis beendet. Das führte auf dem Campus zu Streitigkeiten. Sowohl unter den Studenten als auch unter den Akademikern gab es Befürworter und Gegner der Maßnahme. In den Reihen der Studenten wurden Rufe nach Streik laut, der allerdings mehrheitlich in einer Abstimmung abgelehnt wurde.
Nachdem die Gruppe im September 1937 aus der Haft entlassen worden war, wurde sie bei ihrer Rückkehr in Wales von einer Menschenmasse empfangen. Danach zog Lewis nach Llanfarian nahe Aberystwyth und verdiente im Folgenden seinen Lebensunterhalt durch die Landwirtschaft, den Journalismus und weitere Lehrtätigkeiten auf kleinerer Ebene, aber auch als Schulinspektor. 1939 trat er vom Amt des Parteivorsitzenden von Plaid Cymru zurück. 1942/1943 kehrte er für kurze Zeit in die Politik zurück und kandidierte für seine Partei um den damals noch vorhandenen Parlamentssitz der University of Wales, unterlag aber William John Gruffydd. Nach einem Theaterstück und einem Lyrikband veröffentlichte Lewis nach Ende des Zweiten Weltkriegs weitere Theaterstücke, darunter zwei Komödien. Von 1946 bis 1955 war er zudem Autor und Herausgeber eines Magazins für Literaturkritik. Inzwischen war mit Griffith John Williams ein enger Freund von Lewis Walisisch-Professor am University College Cardiff geworden, der ihm 1952 eine Stelle als Lehrer anbot. Lewis nahm das Angebot an und blieb bis 1957 in dieser Funktion. Anschließend zog er sich nach Penarth in Südwales zurück und schrieb weitere Werke, darunter erneut mehrere mit historischen Bezügen. 1962 fand er nationale Aufmerksamkeit durch einen Radiobeitrag, der eigentlich als Kritik an der Sprachpolitik von Plaid Cymru gedacht war, der aber zur Gründung einer Gesellschaft für walisische Sprache führte und Lewis selbst bei jüngeren Walisern populär machte. In dem Beitrag warnte Lewis vor der bestehenden Bedrohung der walisischen Sprache.
Zur selben Zeit wurden manche seiner walisischen Werke in die englische Sprache übersetzt und von der BBC ausgestrahlt. Zudem veröffentlichte er neben einem weiteren Roman und einem Vortrag mehrere weitere walisischsprachige Theaterstücke, in denen er die damalige, für ihn deprimierende Lage von Wales sowie seinen persönlichen religiösen Hintergrund zum Gegenstand machte. Seine letzte Veröffentlichung erfolgte 1980, ein Jahr nach einem Schlaganfall. Nach langer Krankheit starb Lewis im Alter von 91 Jahren am 1. September 1985 im St Winifred's Hospital in Cardiff. Er wurde neben seiner Frau Margarete, die im Vorjahr gestorben war, auf dem katholischen Friedhof von Penarth beigesetzt; die Trauerrede auf der Beerdigung hielt Bischof Daniel Joseph Mullins. Am Ende seines Lebens galt er als einer der „gefeiertsten walisischen Politiker und Literaten“. Der damalige Plaid-Cymru-Parteichef Dafydd Elis-Thomas verglich Lewis in einer Beileidsbekundung mit T. S. Eliot und William Butler Yeats. Im Rückblick wird er üblicherweise als einer der bedeutendsten walisischen Literaten und Politiker des 20. Jahrhunderts angesehen. 2005 wurde er in einer BBC-Umfrage nach der bedeutendsten walisischen Person auf Platz 10 gewählt. Für die BBC selbst gilt Lewis als „Ikone“, die als „Nationalheld in Betracht gezogen werden kann.“

## Positionen und Kritik
Lewis galt als Verfechter eines walisischen Nationalismus, er selbst war zusätzlich christlich-konservativ bis erzkonservativ geprägt. Seine Vision war ein von der Landwirtschaft geprägtes Wales. Nach dem Zweiten Weltkrieg kritisierte er den mangelnden Einsatz von Plaid Cymru für die walisische Sprache sowie den für ihn nicht ausreichenden Einsatz gegen die Zerstörung eines Dorfes durch einen (geplanten) Stausee. Die gesamte Partei nahm für Lewis immer mehr „kommunalsozialistische“ und pazifistische Züge an. Kritiker warfen Lewis anhand des Inhalts verschiedener Gedichte snobistische und antisemitische Positionen vor. Bereits am Anfang seiner Karriere zeigte er auch über den walisischen Nationalismus hinaus Sympathien für ähnliche Strömungen, beispielsweise Sinn Féin auf der irischen Insel. Zusätzlich gibt es eine Debatte darüber, ob man Lewis und die Plaid Cymru unter ihm eine Nähe zum Faschismus zuschreiben kann oder nicht. Des Weiteren ist er für Tim Williams, Mitglied des Think Tanks Institute of Welsh Affairs, schuldig an einer erheblichen Polarisierung der walisischen Öffentlichkeit.

## Veröffentlichungen
Dramatik
- The Eve of St John (1921)
- Gwaed yr Uchelwyr (1922)
- Buchedd Garmon: Mair Fadlen (1937)
- Blodeuwedd (1948)
- Eisteddfod Bodran (1952)
- Gan Bwyll (1952)
- Siwan a Cherddi Eraill (1956)
- Gymerwch chi Sigarét? (1956)
- Brad (1958)
- Esther (1960)
- Cymru Fydd (1967)
- Problemau Prifysgol (1968)
- Dwy Briodas Ann (1973)

Sachschriften
- A School of Welsh Augustans (1924)
- An Introduction to Contemporary Welsh Literature (1926)
- Egwyddorion Cenedlaetholdeb (englisch: The Principles of Nationalism; 1926)
- Williams Pantycelyn (1927)
- unbekannter Titel, Studie über Ieuan Glan Geirionydd (1931)
- Braslun o Hanes Llenyddiaeth Gymraeg Hyd 1536 (1932)
- Daniel Owen: Yr Artist yn Philistia: II (1936)
- Tynged yr Iaith (englisch: The Fate of the Language, Radiobeitrag; 1962)
- Ann Griffiths: Arolwg Llenyddol (1965)

Epik
- Monica (1930)
- Merch Gwern Hywel (1964)

Lyrik
- Byd a Betws (1941)

## Ehrungen
- Nominierung für den Literaturnobelpreis 1970[6]
- Komtur des Gregoriusorden (zur Zeit von Paul VI.)[1]
- Ehrendoktor der University of Wales (1983)[1]